# 千緒的通學路
《千緒的通學路》（日語：ちおちゃんの通学路）是日本漫畫家川崎直孝創作的校園喜劇類型日本漫畫。自2014年《月刊Flapper》（KADOKAWA）5月號起連載，2018年10月號結束連載。全12集電視動畫於2018年7月至9月播放。

## 登場人物
三谷裳千緒（聲：大空直美）
本作女主角，私立鲛岛学园高中一年生，社团为软式网球部。略微自卑，认为自己在同学中属于不显眼的一方。有爱好玩游戏（作品暗示有刺客教条）。上学的路上总会遇到各种突发情况，而会活用游戏的知识以极其夸张的方式规避或解决，有一定程度的中二病倾向。另外，運動神經其實很好，但是不希望受太多期待（會變得麻煩）所以體適能測驗總是跳掉。劇情後段，她接受安藤繭太告白並與其交往。
野野村真奈菜（聲：小見川千明）
千緒的死黨，與千緒義氣相投，時常與千緒一起做莫名的事情。
细川雪（配音：本渡枫）
千緒的同学，擅長跑步、社团为田径部。性格天然善良，在學校十分受欢迎，对千绪十分友好。
久志取和香（配音：大地葉）
千緒的學姐，女子卡巴迪社社長，對女孩子的屁股有異常的執著。劇情後段，她說服安藤春香放棄灌腸遊戲，改為學習卡巴迪。
後藤（配音：高橋廣樹）
鮫島學園風紀委員會顧問老師，擁有靈敏的嗅覺。
篠塚桃（配音：鈴木實里）
千緒的學姐，風紀委員，平時是守規矩且富正義感的模範生，但若吃甜食後性格會大變容易亢奮。暗戀後藤老師。
安藤繭太（配音：小山力也）
原為暴走族「星空會」首領，因與千緒相遇陰錯陽差決定金盆洗手正常地工作生活，後又因一些誤會而對千緒有好感。劇情後段，他向千緒告白成功，兩人正式交往。
安藤春香（配音：會澤紗彌）
安藤繭太的妹妹，貴族學校永平女學院的國中生，非常愛慕哥哥原本暴走族老大的模樣，因而對讓哥哥金盆洗手的千緒有懷恨之心。言行與外貌不相符地粗魯，常用灌腸捅他人屁股做攻擊手段。劇情後段，她被久志取和香說服，決定放棄灌腸，改為追隨久志取和香學習卡巴迪。
老師傅（配音：魚建）
本名不詳。一位居住在某公園的中年流浪漢，久志取在公園內閉關修煉的期間尊稱他「老師傅」。20年前曾是一位傑出的企業戰士，但因為某日長年疲累下一時在電車上做出電車癡漢的行為而失去一切，出獄後輾轉流落到公園居住至今。喜歡玩角色扮演，手邊有許多造型假髮和工具，本人稱自己有禿頭所以才會有這喜好。

## 出版書籍
| 冊數 | KADOKAWA      | KADOKAWA               | 東立出版社    | 東立出版社             |
| 冊數 | 發售日期      | ISBN                   | 發售日期      | ISBN                   |
| ---- | ------------- | ---------------------- | ------------- | ---------------------- |
| 1    | 2014年9月23日 | ISBN 978-4-04-066857-4 | 2016年6月17日 | ISBN 978-986-431-632-8 |
| 2    | 2015年3月23日 | ISBN 978-4-04-067297-7 |               |                        |
| 3    | 2015年9月19日 | ISBN 978-4-04-067811-5 |               |                        |
| 4    | 2016年3月23日 | ISBN 978-4-04-068227-3 |               |                        |
| 5    | 2016年9月23日 | ISBN 978-4-04-068538-0 |               |                        |
| 6    | 2017年3月23日 | ISBN 978-4-04-069115-2 |               |                        |
| 7    | 2017年9月23日 | ISBN 978-4-04-069415-3 |               |                        |
| 8    | 2018年3月23日 | ISBN 978-4-04-069773-4 |               |                        |
| 9    | 2018年9月21日 | ISBN 978-4-04-065107-1 |               |                        |

## 電視動畫

### 主題曲
片頭曲「Danger in my 」
作詞：園田健太郎，作曲、編曲：工藤嶺，主唱：三谷裳千緒（大空直美）、野野村真奈菜（小見川千明）、細川雪（本渡楓）
片尾曲
作詞、作曲：DECO*27，編曲：Rockwell，主唱：三谷裳千緒（大空直美）、野野村真奈菜（小見川千明）

### 各話列表
| 話數   | 日文標題 | 中文標題                                             | 分鏡              | 演出     | 作畫監督                                                                                  | 總作畫監督           |
| ------ | -------- | ---------------------------------------------------- | ----------------- | -------- | ----------------------------------------------------------------------------------------- | -------------------- |
| 第1話  |          | 因為學校就在那裡千緒和細川同學                       | 稻垣隆行          | 稻垣隆行 | 西村彩、島袋智和 飯塚葉子、池原百合子 加藤弘將、synod                                     | 松本麻友子           |
| 第2話  |          | Bloody·butterfly·effect真奈菜和大腹和我Vamp of slave | 稻垣隆行          | 徐惠真   | Kim Shuo Lee Seongjae                                                                     | 松本麻友子           |
| 第3話  |          | Bloody·butterfly·effect 2卡巴迪·四                   | 壽                | 壽       | 志田正                                                                                    | 不適用               |
| 第4話  |          | Smoke on the sailor手捧櫻花真奈菜的通學路            | 稻垣隆行          | 稻垣隆行 | 飯塚葉子、島袋智和 加藤弘將、Ryu Joong Hyeon Han Se Hwan、Revival                         | 不適用               |
| 第5話  |          | Thank you，喬治真奈菜千緒                            | 本多美乃          | 秦義人   | 小川茜、槙田路子 本田辰雄、加藤弘將 福田圭太、Ryu Joong Hyeon Han Se Hwan、戲畫Production | 不適用               |
| 第6話  |          | 各自的道路懸吊的千緒                                 | 追崎史敏          | 稻垣隆行 | 小川茜、槙田路子 本田辰雄、加藤弘將 飯塚葉子、Ryu Joong Hyeon Han Se Hwan                 | 不適用               |
| 第7話  |          | 便利商店千緒與千緒决鬥那天的痕跡                     | 日下直義          | 日下直義 | Kim Suho                                                                                  | 不適用               |
| 第8話  |          | 小雪不在意千绪·费舍尔小桃的故事                      | 稻垣隆行 追崎史敏 | 神谷望夢 | 佐佐木萌                                                                                  | 不適用               |
| 第9話  |          | 改變形象千緒雪茄剪                                   | 稻垣隆行          | 所俊克   | 槙田路子、本田辰雄 福島秀機、Synod 戲畫Production                                         | 松本麻友子 井出直美  |
| 第10話 |          | 篠塚與糖分與記者見面會Thousand Spring安藤與喬治      | 日下直義          | 久保博志 | 佐佐木敏子、小林多加志 村上史明                                                           | 松本麻友子           |
| 第11話 |          | 大晚上的千緒汗腺                                     | 木村剛            | 木村剛   | 木村剛                                                                                    | 不適用               |
| 第12話 |          | 唯一能做的方法小雪一丝不挂                           | 稲垣隆行          | 稲垣隆行 | 槙田路子、加藤弘将 本田辰雄、Ryu Joong Hyeon Han Se Hwan                                  | 松本麻友子、井出直美 |

### 藍光與DVD
| 卷數 | 發售日期       | 收錄話數      | 規格編號  | 規格編號   |
| 卷數 | 發售日期       | 收錄話數      | BD        | DVD        |
| ---- | -------------- | ------------- | --------- | ---------- |
| 上   | 2018年9月26日  | 第1話－第6話  | KAXA-7652 | KABA-10638 |
| 下   | 2018年11月28日 | 第7話－第12話 | KAXA-7653 | KABA-10639 |

### 播放電視台
日本地區於2018年7月6日21時30分（UTC+9）於d動畫商城、AbemaTV首播。中國大陸由bilibili於21時00分（UTC+8）同步更新一集。

## 外部連結
- 电视动画《千緒的通學路》官方网站（页面存档备份，存于）
- 电视动画《千緒的通學路》的X（前Twitter）